# タッデーオ・ディ・バルトーロ

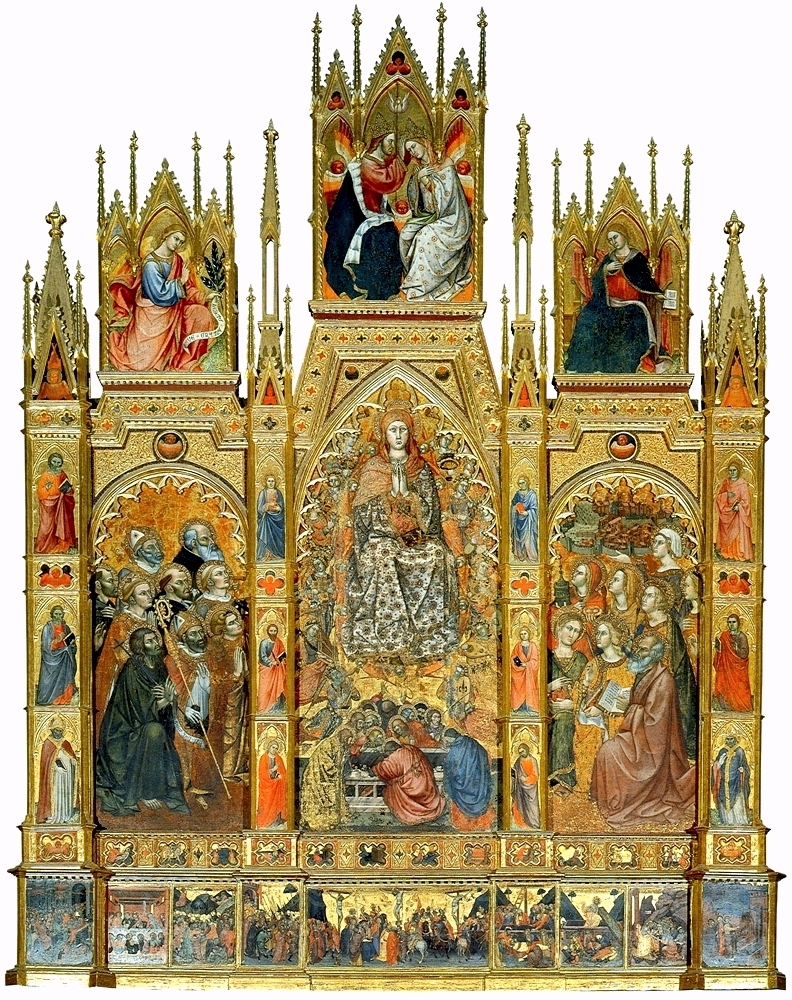
モンテプルチャーノ大聖堂の祭壇画、「聖母被昇天」（1401）

タッデーオ・ディ・バルトーロ（Taddeo di Bartolo、1360年代生まれ、1422年8月26日）はイタリアの画家である。シエーナなどで働き、教会の装飾画を描いた。

## 略歴
シエーナで生まれた。ルネサンス期の芸術家の評伝を著したジョルジョ・ヴァザーリ（1511-1574）の著書『画家・彫刻家・建築家列伝』では、タッデーオ・ディ・バルトーロは画家のアンドレア・ディ・バルトーロ（Andrea di Bartolo 1360/70–1428）の息子としているが,、バルトーロ・ディ・ミーノ（Bartolo di Mino）という名の理容師の息子であったとされる。
1389年には、すでにシエーナの画家の名簿に登録されていて、その年、モンタイオーネ近郊の教会（cappella di San Paolo a Collegalli）の祭壇画を制作している。1395年から1397年の間はピサで働いていたと推定されていて、1395年作とされるピサの教会（chiesa di San Francesco やchiesa di San Paolo all'Orto）のために宗教画を制作し、1397年に、インペリアの教会（Collegiata di Triora）のための作品も制作している。
1400年にシエーナに戻り、 l'Oratorio di Santa Caterina della Notteの祭壇画などを描いた。1401年に代表作とされるモンテプルチャーノ大聖堂（Duomo di Montepulciano）の三連祭壇画を制作した。1403年にペルージャの教会（chiesa di San Francesco al Prato a Perugia）の祭壇画を制作し、この祭壇画は後に解体されウンブリア国立美術館（Galleria Nazionale dell'Umbria）に収蔵された。その後もシエーナで多くの作品を制作した。

## 作品

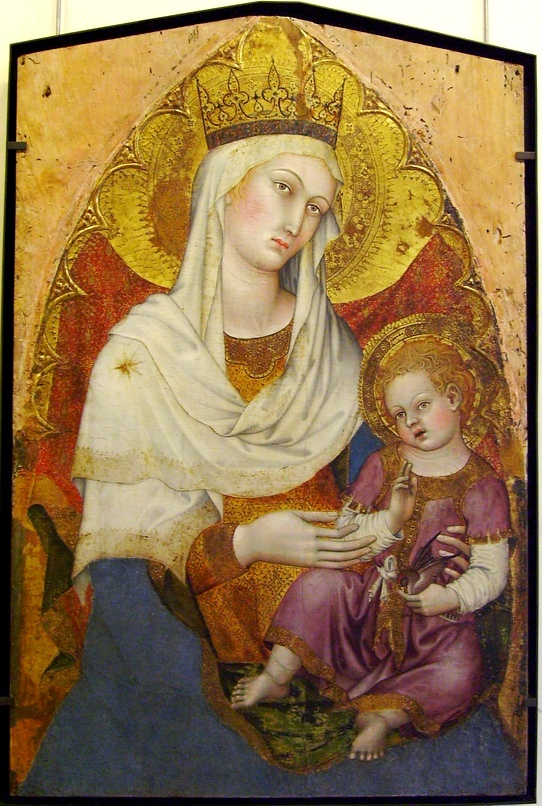
聖母子 (1400) アヴィニョンのプティ・パレ美術館
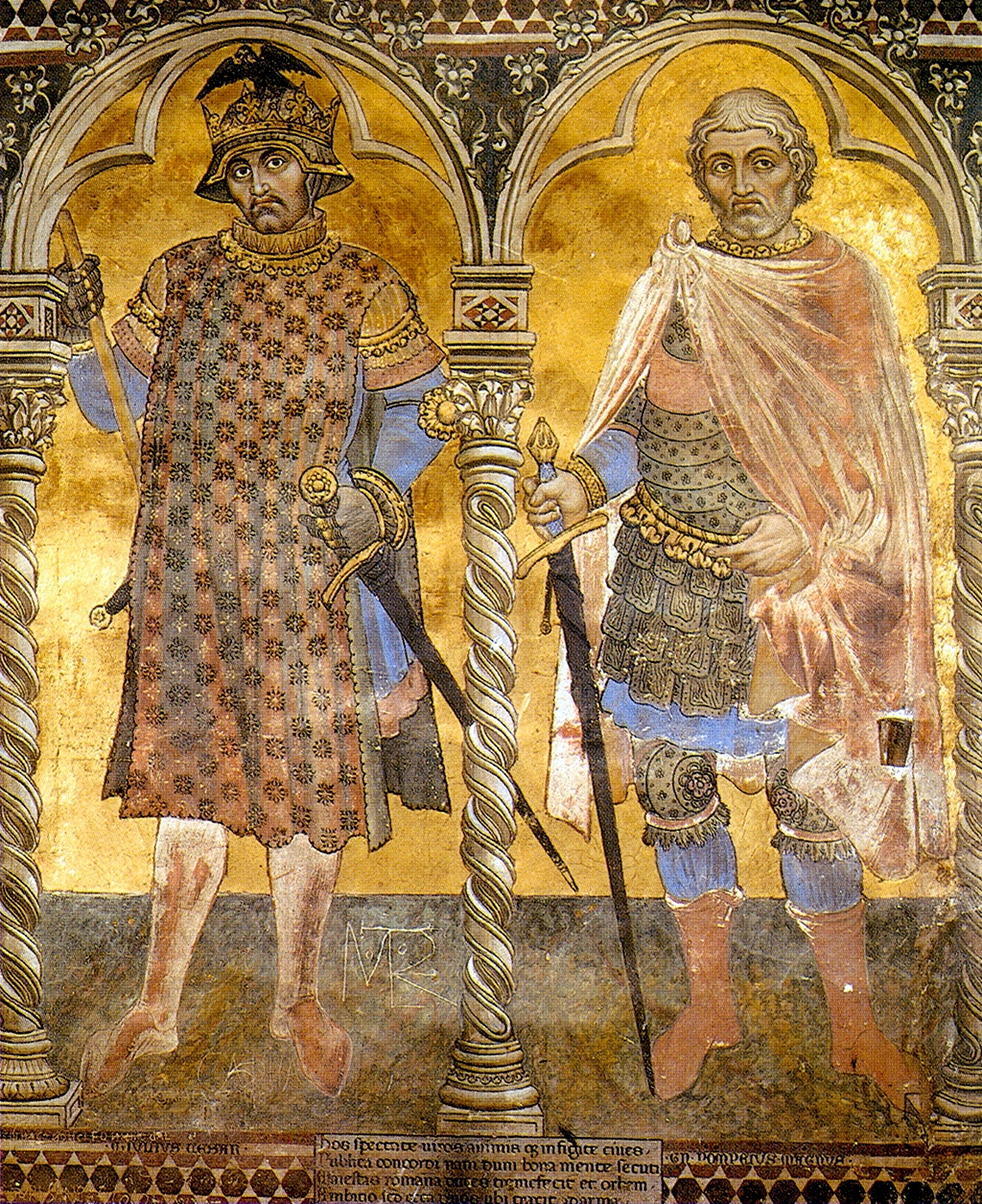
カエサルとポンペイウス (1414) Palazzo Pubblico, Siena
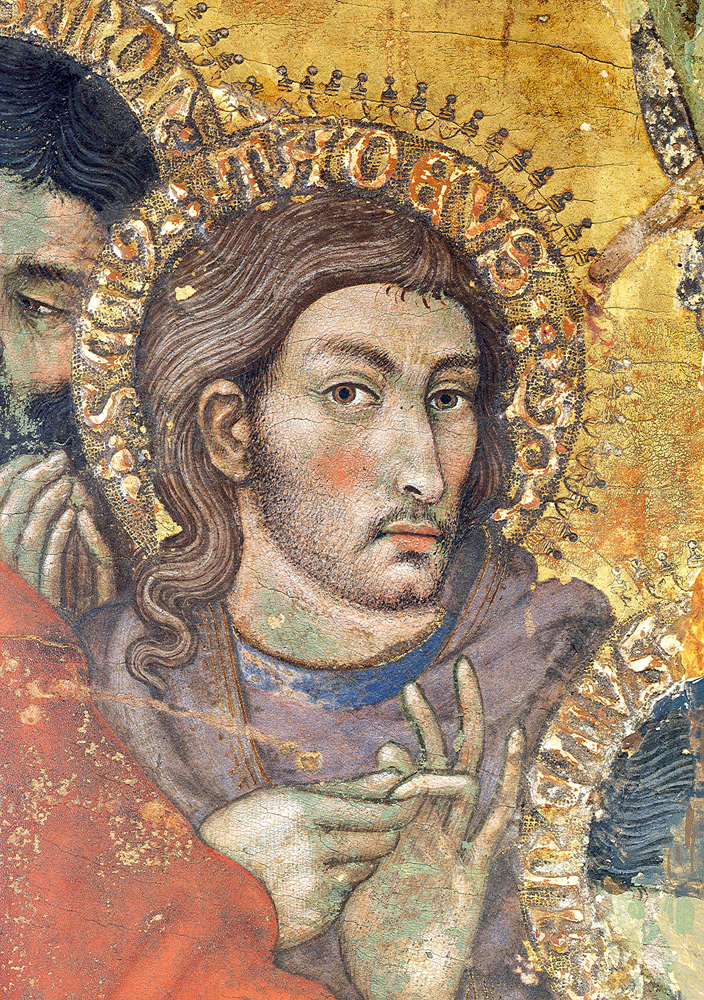
聖ユダ・タダイとしての自画像(1401)、作品「聖母被昇天」の一部